# Liaodong
Liaodong ali Liaotung (poenostavljeno kitajsko 辽东半岛, tradicionalno kitajsko 遼東半島, pinjin Liáodōng Bàndǎo) je polotok na jugu južne kitajske province Liaoning na severovzhodu Kitajske. 
Beseda "Liaodong" dobesedno pomeni "vzhodni del regije Liao". Sprva se je nanašala na poveljstvo Jan iz obdobja vojskujočih se držav na Liaodongu, ki je obsegalo ozemlje od sodobne meje Liaoning-Džilin na severu do reke Čongčon na Korejskem polotoku na jugu in od vzhodno od gorovja Čjan do zdaj izginulega velikega mokrišča med zahodnimi bregovi srednje reke Liao in vznožjem gore Jivuli, zgodovinsko znanega kot "Liao Mire" (遼澤, Liáo zé). V sedanjem času se beseda Liadong nanaša na polovico province Liaoning na levem/vzhodnem bregu reke Liao/Daliao.

## Zgodovina

### Obdobje pred dinastijo Han
Liaodong je bil naseljen že v mlajši kameni dobi (kultura Šinle). Kasneje je prišel pod oblast kraljestva Gojoseon, ki je obsegalo severni del Korejskega polotoka in ozemlje jugovzhodno od reke Liao. V poznem 4. stoletju pr. n. št. je regijo osvojila rastoča kitajska država Jan  in ustanovila poveljstvo Liaodong. 

### Obdobje od Hana do Činga
Po padcu države Jan je v regiji vladala kratkotrajna dinastija Čin in nato njena vidna naslednica dinastija Han. Po razpadu dinastije Han na prelomu 3. stoletja so v regiji vladali različni vojskovodje, kot so Gongsun Juan, nomadski Vuhuan in Cao Vei, preden je nazadnje pripadla ponovno združeni dinastiji Zahodni Džin. 
Po padcu Zahodnega Džina so zaradi upora petih barbarov in v poznejšem kaotičnem obdobju šestnajstih kraljestev v regiji vladali nekdanji Jan, nekdanji Čin, Poznejši Jan in kasneje Gogurjeo, preden jo je osvojila dinastija Tang. 
Leta 698 je Vu Džovov poraz v bitki pri Tianmenlingu omogočil novoustanovljenim Bohajem, da so vladali regiji naslednji dve stoletji, preden jih je izpodrinila dinastija Kitan Liao. Njej so sledile dinastije Džin, Juan, Ming in Čing. 

### 20. stoletje
Med prvo kitajsko-japonsko vojno (1894–1895) za prevlado na Korejskem polotoku je bil  Liaodong pomembno konfliktno ozemlje. Poraz Kitajske je pospešil propad dinastije Čing, kar so izkoristile japonske  kolonialne sile in izvlekle številne koncesije. Japonska je s Sporazumom v Šimonoseki 17. aprila 1895 dobila Liaodong, Tajvan in Penghu.  Predaja polotoka Liaodong je bila po trojni intervenciji s strani Rusije, Francije in Nemčije 23. aprila 1895 preklicana. Po tem posredovanju je ruska vlada pritisnila na dinastijo Čing, naj da  Liaodong in strateško pomemben Lišunkov (Port Arthur) v zakup ruski mornarici. 
Tako kot v prvi kitajsko-japonski vojni je bil polotok Liaodong prizorišče velikih spopadov tudi  v rusko-japonski vojni (1904–1905), vključno s krvavim obleganjem Port Arthurja. Kot posledica Sporazuma iz Portsmoutha 5. septembra 1905, ki je končal rusko-japonsko vojno, sta se obe strani strinjali, da bosta izpraznili Mandžurijo in jo vrnili Kitajski, z izjemo zakupljenega ozemlja na polotoku Liaodong, ki je bilo preneseno na Japonsko. Japonska naj bi ga upravljala kot najeto ozemlje Kvantung. 
Po porazu Japonske v drugi svetovni vojni je Liaodong pripadel Ljudski republiki Kitajski, kjer je še danes. 

## Sklica
1. ↑  Yi, Ki-baek (1984). A New History of Korea (Translated izd.). Cambridge: Harvard University Press. str. 16. ISBN 9780674615762.
2. ↑  Grousset, Rene (1970). The Empire of the Steppes. Rutgers University Press. str. 57. ISBN 0-8135-1304-9.